# Costume Designers Guild
Costume Designers Designers Guild (CDG) é uma associação de figurinistas fundada em 1953 por um grupo de trinta personalidades desse ramo. A comunidade de amplitude internacional inclui atualmente mais de 750 figurinistas, ilustradores e assistentes de cinema e televisão. Em 1976, o costume Designers Guild juntou-se à Aliança Internacional de Teatro (IATSE) e sua sede se localiza em Los Angeles. O CDG publica uma revista trimestral, The Costume Designer, lançada pela primeira vez em 2005, e o CDG Newsletter seis vezes ao ano. Anualmente, a associação condecora por meio do Costume Designers Guils Awards a excelência em figurino no cinema, televisão e comerciais.